# Capasa hypopyrata
Capasa hypopyrata là một loài bướm đêm trong họ Geometridae.